# Новоалександровка (Новоалександровский сельский совет, Баштанский район)
Новоалександровка (укр. Новоолександрівка) — село в Баштанском районе Николаевской области Украины.
Основано в 1863 году. Население по переписи 2001 года составляло 961 человек. Почтовый индекс — 56151. Телефонный код — 5158. Занимает площадь 1,72 км².

## Местный совет
56182, Николаевская обл., Баштанский р-н, с. Новоалександровка, ул. Сизоненко, 47а; тел. 9-34-32.